# 维尔京群岛
维尔京群岛（英語：Virgin Islands）是位于加勒比海上的背风群岛中部地区内的一个小群岛，在政治上被划分成英属维尔京群岛和美属维尔京群岛两个部分，其中前者为英国海外领土，而后者则归属于美国统治。维尔京群岛总面积约500平方公里，人口约12万（2000年），以非洲裔为主。该群岛的两个部分均以英语为官方语言，以美元为官方货币。此外，西屬维尔京群岛是波多黎各領地最东的岛屿，本身是美国的未合并领土。1493年，克里斯托弗·哥伦布发现并命名為“圣女厄休拉夫人和一万一千位处女群岛”（西班牙語：Santa Úrsula y las Once Mil Vírgenes），缩写成维尔京群岛。之后荷兰占据该地；1666年，英国从荷兰手中夺得该群岛北部一些小岛，成立总督府。1672年，丹麦开始开发中南部诸岛，1733年购买法国的圣克洛伊岛，该群岛遂分裂成为英属和丹麦属两部分；1917年，丹麦将其领地出售予美国，形成美属维尔京群岛。

## 歷史
维尔京群岛最初居住着阿拉瓦克、加勒比和塞米奇，几乎所有居民都被认为在殖民时期因奴役、外国疾病和欧洲殖民者的大规模灭绝而灭亡，加勒比其他地区就是如此。
在1507年他们的人数已缩减至6万人。学者们认为传染病（天花、流感、麻疹和斑疹伤寒）是导致原住民人口下降的最直接原因。
欧洲殖民者后来定居在这里，建立了糖种植园，至少一个烟草种植园，并购买了从非洲获得的奴隶。种植园已经不复存在，但奴隶的后代仍然是大部分人口，与加勒比英语国家有着共同的非洲-加勒比传统。
与波多黎各一样，属于西班牙的维尔京群岛于1898年被让给美国。美国在签署停战协定后占领了这些岛屿，结束了美西战争中的军事行动。
1916年和1917年，丹麦和美国分别批准了一项条约，其中丹麦以2500万美元黄金将丹麦维尔京群岛出售给美国。
在1990年代，波多黎各人的旅游业运动将通行群岛改名为西屬维尔京群岛，尽管它们很少在地图和地图集上被确定为它们是波多黎各自由邦的一部分，位于波多黎各主岛以东。他们比圣托马斯更接近圣克罗伊。
| 历史名称   | 英属维尔京群岛                        | 美属维尔京群岛                                     | 西属维尔京群岛                             |
| 现今名称   | 英属维尔京群岛                        | 美属维尔京群岛                                     | 波多黎各                                   |
| 全銜       | 英属维尔京群岛 British Virgin Islands | 美属维尔京群岛 Virgin Islands of the United States | 波多黎各自由邦 Commonwealth of Puerto Rico |
| 國旗       | 英屬維爾京群島                        | 美屬維爾京群島                                     | 波多黎各                                   |
| 國徽       |                                       |                                                    |                                            |
| 族群       | 拉美裔（泰诺族、加勒比人等等）        | 拉美裔（泰诺族、加勒比人等等）                     | 拉美裔（泰诺族、加勒比人等等）             |
| 人口       | 31,538                                | 87,146                                             | 3,193,700                                  |
| 語言標準   | 英语                                  | 英语                                               | 英语                                       |
| 文字標準   | 英文                                  | 英文                                               | 英文                                       |
| 国家元首   | 英国君主                              | 美国总统                                           | 美国总统                                   |
| 政府代表   | 英属维尔京群岛總督                    | 美属维尔京群岛总督                                 | 波多黎各总督                               |
| 政府首脑   | 英属维尔京群岛总理                    | 美属维尔京群岛总督                                 | 波多黎各总督                               |
| 立法机关   | 英属维尔京群岛议会                    | 美属维尔京群岛议会                                 | 波多黎各议会                               |
| 政体       | 英国海外领土                          | 美国海外领土、非建制领土                           | 美国非合并属地、联系邦                     |
| 所属主权国 | 英国                                  | 美国                                               | 美国                                       |
| 地圖       |                                       |                                                    |                                            |

1. ↑  Pereña, Luciano. . Madrid: Editorial MAPFRE. 1992: 351. ISBN 84-7100-453-4.
2. ↑  Watts, Sheldon J. . Psychology Press. 2003: 86. ISBN 978-0-415-27816-4 （英语）.
3. ↑  舒密尔, 罗素. . 种族灭绝研究项目. 耶鲁大学.   [2014-05-24]. （原始内容存档于2011-09-08）.
4. ↑  Raudzens, George. . BRILL. 2003: 41. ISBN 978-0-391-04206-3 （英语）.

1. ↑  人口數據以截止到2020年年初的各國官方統計數據為準，參見各国家和地区人口列表。